# Jezuitské školy

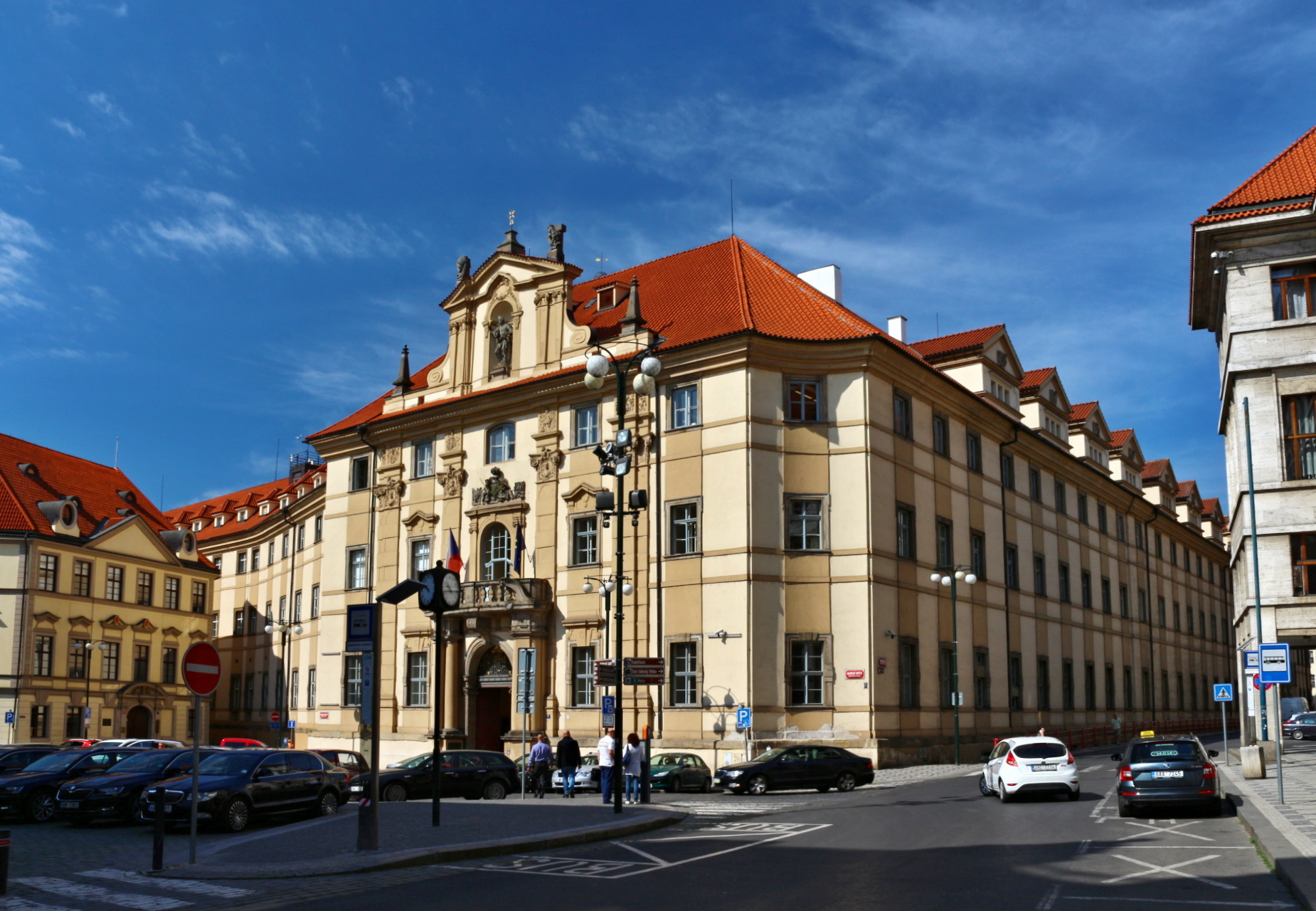
Pražská jezuitská kolej Klementinum

Jezuitské školy jsou školy, které byly jezuitským řádem založeny na pozadí protireformace k tomu, aby vychovaly vlastní dorost a aby získaly vliv na výchovu a vzdělání příštích společenských elit.
Jezuitský řád řídil svá vzdělávací východiska dle světonázoru a životního pohledu Ignáce z Loyoly. V roce 1599 vznikal z pedagogické práce mladých řeholníků a pro rostoucí počet kolejí Ratio Studiorum – způsob výuky v jezuitských školách. Jezuity založené školy a univerzity měly zaručit, že budoucí generace budou pevně zakořeněné v katolické víře moderním způsobem tak, aby zajistily dlouhodobou kulturní hegemonii.

## Řád jako vzdělávací instituce
Jezuité hráli dlouho dominantní roli v evropském vzdělávacím systému. Impuls ke zřízení vzdělávacích institucí vyšel od samotného Ignáce z Loyoly, který v roce 1551 navrhl výuku teologie, logiky a antických klasických předmětů. Později byly přidány matematika, astronomie, fyzika a filosofie. Na začátku 18. století již existovalo mnoho škol po celé Evropě, ve kterých studovali např. potomci šlechtických rodů. Zároveň však jezuitské školy umožňovaly studium i nižším společenským vrstvám, z nichž se někteří absolventi dostali až do vládních úřadů.
Ačkoliv jezuité byli proti cílům osvícenství, jako např. tolerance, víra v pokrok a skepse vůči všemu, co neobstojí před kritikou rozumu, takto pojmenované období by nebylo myslitelné bez širokých vzdělávacích možností nabízených jezuitským řádem. Dnes je jezuitské vzdělání známé celosvětově jako obzvláště široké, humanitní a osvícené.
Dalším významným příspěvkem řádu byla jeho publikační činnost, např. Journal de Trévoux, která umožnila veřejně diskutovat o současné literatuře beze strachu z inkvizice či cenzury. Sám Voltaire z tohoto důvodu litoval pozdějšího úpadku řádu v 18. století.
V současnosti provozují jezuité univerzity, školy a internátní školy po celém světě. Více než 2 miliony mladých lidí na nich mohou studovat a zároveň se připravovat na pozdější život podle zásad (katolického) křesťanského pojetí člověka: dospějí v „lidi pro druhé“.